# 더티 엔터테인먼트
더티 엔터테인먼트(Derrty Entertainment)미국의 힙합 가수 넬리가 2003년 설립한 유니버설 뮤직 그룹의 산하 레이블이다.

## 소속아티스트

### 가수
- St. Lunatics
  - 넬리 (CEO)
  - Ali (President)
  - 머피 리
  - Kyjuan
  - City Spud
- 빅 깁
- 에이버리 스톰
- Hitman Holla
- Chocolate Tai
- JGE (넬리의 조카)
- King Jacob
- Prentice Church

### 전 소속 가수
- Slo'Down

### DJs 와 프로듀서
- DJ Trife
- Jayson "Koko" Bridges
- Jason "Jay-E" Epperson
- Dorian "Doe" Moore
- Derrty DJs